# The Moneychanger
The Moneychanger (engl. „Der Geldwechsler“, Originaltitel Así habló el cambista) ist eine Tragikomödie von Federico Veiroj, die im September 2019 im Rahmen des Toronto International Film Festivals ihre Premiere feierte. Ebenfalls im September 2019 wird der Film beim Festival Internacional de Cine de San Sebastián zu sehen sein.

## Handlung
In den 1970er Jahren steht Uruguay unter einer Militärregierung. Kriminelle aus Brasilien und Argentinien versuchen in dem Land ihr Geld zu waschen. Der aus Montevideo stammende Humberto Brause steigt in den Devisenhandel ein und wird dabei von seinem Schwiegervater unterstützt. Als er in einem Familienunternehmen einen Job bekommt, glaubt er, Geld in großen Mengen waschen zu können.

## Produktion
Regie führte Federico Veirojs. Der Film basiert auf dem Roman Así habló el cambista seines Landsmanns Juan Enrique Gruber aus dem Jahr 1979. Der Film erhielt vom World Cinema Fund eine Produktionsförderung in Höhe von 40.000 Euro.
Daniel Hendler ist in der Hauptrolle von Humberto Brause zu sehen.
Die Dreharbeiten fanden von Mitte April bis Anfang Juni 2018 in Uruguay statt. 
Der Film wird ab 8. September 2019 im Rahmen des Toronto International Film Festivals in der Sektion Platform vorgestellt. Ende September 2019 wird der Film beim Festival Internacional de Cine de San Sebastián zu sehen sein. Am 10. Oktober 2019 soll er in Uruguay in die Kinos kommen.

## Auszeichnungen
Der Film wurde von Uruguay als Beitrag für die Oscarverleihung 2020 in der Kategorie Bester Internationaler Film eingereicht, gelangte aber nicht in die engere Auswahl. Im Folgenden weitere Nominierungen.
Festival Internacional de Cine de San Sebastián 2019
- Nominierung für den Horizons Award (Federico Veiroj)[3]

Toronto International Film Festival 2019
- Nominierung für den Platform Prize (Federico Veiroj)